# آلبوم اف۱
آلبوم اف۱ (انگلیسی: F1 the Album) آلبوم موسیقی متن فیلم اف۱ محصول سال ۲۰۲۵ به کارگردانی جوزف کوشینسکی است. این آلبوم در ۲۷ ژوئن ۲۰۲۵، هم‌زمان با اکران سینمایی فیلم در آمریکای شمالی، توسط آتلانتیک رکوردز و اپل ویدئو پروگرمینگ منتشر شد. موسیقی متن شامل آثاری از هنرمندانی چون دان تالیور، دوجا کت، دام دولا، ناتان نیکلسون، اد شیرن، تیت مک‌ری، رزی، بورنا بوی، رودی ریچ، ری، کریس استیپلتون، مایک تاورز، تییستو، سکسی رد، مدیسون بییر و پگی گو است. همچنین موسیقی فیلم را هانس زیمر، آهنگساز و تهیه‌کننده موسیقی آلمانی ساخته است.

## پیش‌زمینه و انتشار
آلبوم اف۱ به تهیه‌کنندگی و نظارت کوین ویور، رئیس شعبه ساحل غربی شرکت آتلانتیک رکوردز، و با همکاری برندون دیویس و جوزف خوری از اعضای همین شرکت تهیه شده است. در ۳۰ آوریل ۲۰۲۵، رپرهای آمریکایی دان تالیور و دوجا کت، نخستین تک‌آهنگ این آلبوم با عنوان «عقلمو از دست دادن» را همراه با موزیک ویدئوی آن منتشر کردند. روز بعد، آتلانتیک رکوردز فهرست هنرمندان مشارکت‌کننده در این آلبوم ۱۷ قطعه‌ای را اعلام کرد که نام‌هایی چون اد شیرن، رزی، تیت مک‌ری، ری، بورنا بوی، رودی ریچ، دام دولا، کریس استیپلتون، مایک تاورز، تییستو، سکسی رد، مدیسون بییر، پگی گو و دیگران در آن دیده می‌شد.
فهرست کامل قطعه‌ها نیز منتشر شد و امکان پیش‌خرید آلبوم در پلتفرم‌های دیجیتال، به‌همراه نسخه‌های سی‌دی، کاست و وینیل ال‌پی فراهم گردید. این آلبوم در جایزه بزرگ میامی ۲۰۲۵ با یک تجربه تعاملی که گاراژ تیم خیالی مسابقه در فیلم اف۱ با نام APXGP را بازسازی می‌کرد، معرفی و تبلیغ شد. در ۸ مه، رزی دومین تک‌آهنگ آلبوم با عنوان «مسی» را منتشر کرد. سپس در ۱۶ مه، آتلانتیک رکوردز «جایی برای قدیس نیست» از دام دولا را به‌عنوان تک‌آهنگ تبلیغاتی منتشر کرد. در ۲۳ مه، «باخا کالیفرنیا» از مایک تاورز به‌عنوان سومین تک‌آهنگ آلبوم منتشر شد. در همان روز، «به بدی گذشته نیستم» از کریس استیپلتون نیز به‌عنوان یک تک‌آهنگ تبلیغاتی منتشر شد. یک هفته بعد، «فقط تماشا کن» از تیت مک‌ری به عنوان چهارمین تک‌آهنگ آلبوم منتشر شد. در ۶ ژوئن، همکاری مشترک تییستو و سکسی رد با عنوان «اوام‌جی!» به‌عنوان تک‌آهنگ تبلیغاتی منتشر شد. قطعه «آندرداگ» از رودی ریچ نیز در ۱۲ ژوئن ۲۰۲۵ به‌عنوان تک‌آهنگ تبلیغاتی منتشر شد. در ۲۰ ژوئن، «رانندگی» با اجرای اد شیرن به‌عنوان پنجمین تک‌آهنگ آلبوم منتشر شد. در ۲۴ ژوئن، قطعه «D.A.N.C.E» از پگی گو نیز به‌عنوان تک‌آهنگ تبلیغاتی عرضه شد. سرانجام در ۲۷ ژوئن، ششمین تک‌آهنگ رسمی آلبوم با عنوان «نذار غرق بشم» اثر بورنا بوی منتشر شد.

## جدول‌های موسیقی
| جدول (۲۰۲۵)                                      | بالاترین جایگاه |
| ------------------------------------------------ | --------------- |
| آلبوم‌های استرالیایی (ای‌آرآی‌ای)                   | ۱۹              |
| آلبوم‌های اتریشی (آلبوم‌های او۳)                   | ۱۶              |
| آلبوم‌های بلژیکی (اولتراتاپ فلاندرز)              | ۴۷              |
| آلبوم‌های بلژیکی (اولتراتاپ والونیا)              | ۳۲              |
| آلبوم‌های کانادایی (بیلبورد)                      | ۶               |
| آلبوم‌های چک (سی‌ان‌اس آی‌اف‌پی‌آی)                    | ۲۹              |
| آلبوم‌های هلندی (جدول‌های هلند)                    | ۵۷              |
| آلبوم‌های فرانسوی(اس‌ان‌ئی‌پی)                       | ۱۹              |
| آلبوم‌های آلمانی (۱۰۰ آلبوم برتر رسمی)            | ۴۵              |
| آلبوم‌های مجارستانی (ماهاز)                       | ۳               |
| آلبوم‌های ژاپنی (اوریکون)                         | ۴۲              |
| آلبوم‌های ترکیبی ژاپنی (اوریکون)                  | ۲۹              |
| آلبوم‌های داغ ژاپنی (بیلبورد ژاپن)                | ۱۲              |
| آلبوم‌های نیوزیلند (آرام‌ان‌زی)                     | ۹               |
| آلبوم‌های لهستانی (ZPAV)                          | ۵۸              |
| آلبوم‌های پرتغالی (ای‌اف‌پی)                        | ۱۶۰             |
| آلبوم‌های سوئیسی (جدول موسیقی سوئیس)              | ۲۴              |
| آلبوم‌های گردآوری‌شدهٔ بریتانیا (شرکت جدول‌های رسمی) | ۲               |
| بیلبورد ۲۰۰ ایالات متحده                         | ۱۳              |
| ساندترک‌های برتر ایالات متحده (بیلبورد)           | ۲               |

## تاریخچه انتشار
| منطقه | تاریخ        | فرمت(ها)                                   | ناشر(ها)     | منابع  |
| ----- | ------------ | ------------------------------------------ | ------------ | ------ |
| مختلف | ۲۷ ژوئن ۲۰۲۵ | سی‌دی وینیل ال‌پی کاست دانلود دیجیتال استریم | آتلانتیک اپل | [ ۴۵ ] |